# John Merriman (Leichtathlet)
John Merriman (John Linden Merriman; * 27. Juni 1936 in Watford; † 30. September 1999 in Highworth) war ein britischer Langstreckenläufer.
1958 gewann er für Wales startend bei den British Empire and Commonwealth Games in Cardiff Silber über sechs Meilen und wurde Sechster über drei Meilen. Bei den Leichtathletik-Europameisterschaften in Stockholm kam er über 10.000 m auf den achten Platz.
Ebenfalls Achter über 10.000 m wurde er bei den Olympischen Spielen 1960 in Rom.
Bei den British Empire and Commonwealth Games 1962 in Perth holte er Bronze über sechs Meilen. Im Marathon erreichte er nicht das Ziel.
1960 gewann er Bronze beim Cross der Nationen.

## Persönliche Bestzeiten
- 5000 m: 14:03,0 min, 15. Juni 1960, London
- 10.000 m: 28:52,6 min, 8. September 1960, Rom